# Leptodactylus colombiensis
Leptodactylus colombiensis är en groddjursart som beskrevs av Heyer 1994. Leptodactylus colombiensis ingår i släktet Leptodactylus och familjen tandpaddor. IUCN kategoriserar arten globalt som livskraftig. Inga underarter finns listade i Catalogue of Life.